# قیس عیسی
قیس عیسی (عربی: قيس عيسى حسين؛ زادهٔ ۱ ژانویهٔ ۱۹۷۵) بازیکن فوتبال اهل عراق بود.
از باشگاه‌هایی که در آن بازی کرده‌است می‌توان به باشگاه ورزشی الشرطه (سوریه) اشاره کرد.
وی همچنین در تیم ملی فوتبال زیر ۲۳ سال عراق بازی کرده‌است.